# Llista d'episodis de Polseres vermelles
Polseres vermelles és una sèrie de televisió emesa per TV3 dirigida i produïda per Pau Freixas i creada per Albert Espinosa. La primera temporada va constar de 13 capítols de 45 minuts de duració, emesa des del 24 de gener de 2011 fins al 2 de maig del mateix any. La sèrie retrata, amb tocs d'humor i de tendresa, el dia a dia d'un grups nens, entre 10 i 15 anys, en un hospital infantil, mostrant les seves vivències i situacions pròpies de la seva edat.
El 14 de gener de 2013 es va estrenar la segona temporada de la sèrie, que constà de 15 capítols i acabà el 22 d'abril de 2013. Segons unes declaracions fetes per Albert Espinosa a El matí de Catalunya Ràdio el 24 d'abril de 2013, hi hauria una tercera temporada de Polseres Vermelles al cap de dos o tres anys. Si en la primera temporada es va tractar la infantesa i en la segona l'adolescència, en la tercera s'hauria tractat la maduresa. No obstant, al 2015 els creadors de la sèrie van comunicar que no hi hauria tercera temporada.

## Temporades
| Temporada | Episodis | Data d'emissió      | Data d'emissió     |
| Temporada | Episodis | Començament         | Fi                 |
| --------- | -------- | ------------------- | ------------------ |
| 1         | 13       | 24 de gener de 2011 | 2 de maig de 2011  |
| 2         | 15       | 14 de gener de 2013 | 22 d'abril de 2013 |

## Llista d'episodis

### Primera temporada
| Sèrie | Temp. | Títol          | Direcció    | Guió            | Data d'estrena       | Audiència (espectadors/share) |
| --- | ----- | -------------- | ----------- | --------------- | -------------------- | ----------------------------- |
| 1 | 1     | «Respecte»     | Pau Freixas | Albert Espinosa | 24 de gener de 2011  | 459.000 espectadors / 14,2%   |
| 2 | 2     | «Esperança»    | Pau Freixas | Albert Espinosa | 31 de gener de 2011  | 503.000 espectadors / 14,8%   |
| Al Jordi l'han d'operar i el Lleó i la Cristina li dona suport. Mentre l'operen, es troba en somnis el Roc i es fan amics. Quan es desperta li dona una polsera vermella i passa a formar part del grup.                                                                              |       |                |             |                 |                      |                               |
| 3 | 3     | «Alegria»      | Pau Freixas | Albert Espinosa | 7 de febrer de 2011  | 463.000 espectadors / 15,4%   |
| El grup dels polseres acaba prenent forma. L'Ignasi té una recaiguda i el Lleó no sap què li passarà a ell. |       |                |             |                 |                      |                               |
| 4 | 4     | «Diversió»     | Pau Freixas | Albert Espinosa | 14 de febrer de 2011 | 478.000 espectadors / 15,6%   |
| Els dies de pluja a l'hospital sempre són diferents. Aquest dia ho canviarà tot, els polseres fan la primera excursió nocturna. |       |                |             |                 |                      |                               |
| 5 | 5     | «Suport»       | Pau Freixas | Albert Espinosa | 21 de febrer de 2011 | 475.000 espectadors / 14,8%   |
| En Lleó ha de tornar a la quimioteràpia, i els polseres l'ajuden. Arriba un nen nou i tots comencen a pensar el que pot tenir o el que li pot passar. En Toni s'implica molt per descobrir-ho.                                                                                        |       |                |             |                 |                      |                               |
| 6 | 6     | «Justícia»     | Pau Freixas | Albert Espinosa | 28 de gener de 2011  | 512.000 espectadors / 16,3%   |
| Els Polseres descobreixen el Sol, un lloc per poder passar la tarda del diumenge, però no són els únics que hi volen jugar. En Lleó coneix el que serà el seu gran enemic i en Jordi descobreix que té un petit do que no s'esperava.                                                 |       |                |             |                 |                      |                               |
| 7 | 7     | «Supremacia»   | Pau Freixas | Albert Espinosa | 7 de març de 2011    | 447.000 espectadors / 14,3%   |
| És el dia de Sant Joan a l'hospital. Un nen arriba amb el do de poder esbrinar el futur i en Lleó ha d'intentar mantenir la seva supremacia a l'hospital. Capítol de somnis i on tot és possible si se sap el truc per ser feliç.                                                     |       |                |             |                 |                      |                               |
| 8 | 8     | «Empatia»      | Pau Freixas | Albert Espinosa | 14 de març de 2011   | 489.000 espectadors / 15,9%   |
| El Lleó ha d'aconseguir els diners que li falten per a la cama ortopèdica i acaba pensant que la millor solució pot ser guanyar-los en una partida de pòquer. Mentrestant el Jordi rep la visita del seu pare, que li porta una notícia que no s'espera gens ni mica.                 |       |                |             |                 |                      |                               |
| 9 | 9     | «Tristesa»     | Pau Freixas | Albert Espinosa | 28 de març de 2011   | 501.000 espectadors / 15,6%   |
| El Lleó fa anys, però no ho vol celebrar. Els companys polseres pensen que sí que ho ha de fer i li volen preparar una festa sorpresa. El Mir Josep ajudarà el Lleó en un problema personal. L'Ignasi, aquell mateix dia, té una petita prova per acabar de superar la seva malaltia. |       |                |             |                 |                      |                               |
| 10 | 10    | «Acceptació»   | Pau Freixas | Albert Espinosa | 4 d'abril de 2011    | 586.000 espectadors / 18,3%   |
| Els polseres han de superar el gran tràngol. Junts passaran totes les fases del dol i s'ajudaran per aconseguir trobar un sentit a tot el que ha passat. Estan molt perduts, però finalment aconseguiran sortir-se'n.                                                                 |       |                |             |                 |                      |                               |
| 11 | 11    | «Preocupació»  | Pau Freixas | Albert Espinosa | 11 d'abril de 2011   | 562.000 espectadors / 17,0%   |
| Els polseres i els metges intenten esbrinar què passa amb el Roc, tots volen saber què ha pogut passar. El Toni ha de lluitar pel seu avi i busca tota l'ajuda que pot. El Lleó també té molts problemes i no sap ben bé com solucionar-los.                                          |       |                |             |                 |                      |                               |
| 12 | 12    | «Organització» | Pau Freixas | Albert Espinosa | 18 d'abril de 2011   | 522.000 espectadors / 16,3%   |
| Els polseres decideixen preparar un concert. Si una cançó va ajudar el Roc a cantar, què pot fer tot un concert! Però aquell dia passen moltes coses i cada polsera es trobarà un motiu per no voler fer aquell concert. El Roc continua lluitant per viure.                          |       |                |             |                 |                      |                               |
| 13 | 13    | «Superació»    | Pau Freixas | Albert Espinosa | 2 de maig de 2011    | 656.000 espectadors / 20,6%   |
| En aquest últim capítol, tots els nens s'han d'enfrontar a les seves pors. En Roc coneix el Sr. Benito, que li donarà una clau important per al seu futur, i el Lleó s'ha de decidir pel que sent per la Cristina.                                                                    |       |                |             |                 |                      |                               |

### Segona temporada
| Sèrie | Temp. | Títol                  | Direcció    | Guió            | Data d'estrena       | Audiència (espectadors/share) |
| --- | ----- | ---------------------- | ----------- | --------------- | -------------------- | ----------------------------- |
| 14 | 1     | «Abandonament»         | Pau Freixas | Albert Espinosa | 14 de gener de 2013  | 842.000 espectadors / 25,1%   |
| Han passat dos anys des del dia que els Polseres es van acomiadar del Lleó i el grup es va desfer. Avui, per fi, li donaran l'alta definitiva després de tants anys a l'hospital. El Roc, l'únic Polsera que quedava amb ell, ha tornat a Andorra amb la seva família. Per la seva banda, el Toni ara és zelador de l'hospital. Treballa a la planta infantil amb un grup de nens que són fans dels Polseres i els explica les seves aventures. El dia acaba de la pitjor manera possible: la Dra. Andrade comunica al Lleó que encara no podrà abandonar l'hospital.                                   |       |                        |             |                 |                      |                               |
| 15 | 2     | «Egoisme»              | Pau Freixas | Albert Espinosa | 21 de gener de 2013  | 796.000 espectadors / 24,7%   |
| El Lleó està enfonsat perquè no li han donat l'alta. Ni tan sols pot estar per la seva nova companya d'habitació, la Rym, una noia malalta de càncer. Mentrestant, el Jordi intenta fer vida normal fora de l'hospital, evitant qualsevol contacte amb els "polseres". Però un dia rep la visita inesperada d'un bon amic de l'hospital que no pensa deixar-lo sol fins que torni a ser el Jordi d'abans. El Toni s'assabenta que avui seria l'aniversari de l'Ignasi i intenta reunir els "polseres" al cementiri on és enterrat.                                                                      |       |                        |             |                 |                      |                               |
| 16 | 3     | «Retrobament»          | Pau Freixas | Albert Espinosa | 28 de gener de 2013  | 777.000 espectadors / 23,4%   |
| La Cris pateix en silenci la seva ruptura amb el Lleó. Quan el torna a veure al cementiri, recau en els seus problemes d'anorèxia. La Rym està espantada perquè se li acosta el dia de l'operació de pit. La sola idea de perdre el pit la tortura. La mare del Jordi obliga el seu fill a anar a l'hospital a fer-se una revisió. Mentre li fan proves, el Jordi torna a ingressar-hi i li donen un llit al costat del Benito. Quan l'infermer els visita descobreix que el Benito no respira i se l'emporten a urgències.                                                                             |       |                        |             |                 |                      |                               |
| 17 | 4     | «Compromís»            | Pau Freixas | Albert Espinosa | 4 de febrer de 2013  | 705.000 espectadors / 21,7%   |
| Arriba el dia de l'operació de la Rym. Però quan el Lleó s'assabenta que el Benito és a l'UVI per un atac de cor, se n'hi va corrents per estar al seu costat. El Toni i el Roc expliquen als nens fans dels "polseres" com van ajudar una noia que estava en coma. Però aquest cop no va ser el Toni qui va contactar amb ella, sinó el Roc. La Cris té una crisi d'ansietat, quan el Víctor, el seu xicot actual, li proposa anar a viure junts, i torna a ingressar a l'hospital. Al final del dia comuniquen al Lleó que l'operació de cor del Benito no ha anat gens bé.                           |       |                        |             |                 |                      |                               |
| 18 | 5     | «Records»              | Pau Freixas | Albert Espinosa | 11 de febrer de 2013 | 714.000 espectadors / 22,7%   |
| El Lleó fa companyia al Benito, que li explica que, quan era un noi, va formar un grup amb els seus germans semblant als "polseres vermelles". Però la mort de la mare ho va capgirar tot. A causa d'això, el Benito va marxar de casa abandonant el seu pare i els seus germans, una cosa de la qual s'ha penedit tota la vida. El Benito empitjora i el traslladen a una altra sala, a l'espera d'un desenllaç imminent. El Benito demana al Lleó que torni a ajuntar els "polseres" i que busqui l'únic germà seu que encara és viu i li demani perdó. El Lleó li promet que ho farà.                |       |                        |             |                 |                      |                               |
| 19 | 6     | «Records»              | Pau Freixas | Albert Espinosa | 18 de febrer de 2013 | 617.000 espectadors / 18,5%   |
| El Lleó va a fer-se una biòpsia i coincideix amb el Jordi. A poc a poc, tots dos es tornen a acostar, malgrat la tensió inicial. Entre la Cris i l'Eva, la seva companya d'habitació, també hi ha molta tensió. El Toni troba la clau d'un cotxe entre les coses del Benito. Amb l'ajuda dels nens localitza el cotxe i hi troben una de les seves cançons preferides. Decideixen que la faran sonar per dir-li adéu. Tots els "polseres" presencien l'emotiu comiat del Benito. És un cop molt dur per al grup, però, d'alguna manera, el Benito, una vegada més, aconsegueix tornar-los a unir.       |       |                        |             |                 |                      |                               |
| 20 | 7     | «Càpsula de vida VI»   | Pau Freixas | Albert Espinosa | 25 de febrer de 2013 | 633.000 espectadors / 19,7%   |
| El Lleó vol que els "polseres" tornin a ser el grup que eren fa dos anys, tal com ho va prometre al Benito. Però el Jordi no en vol saber res, perquè està convençut que aviat se n'anirà de l'hospital. El Lleó descobreix que la Cris torna a estar ingressada i la cita a una reunió dels "polseres". Abans de la reunió, el Lleó s'embolica amb la Rym. Quan la Cris se n'assabenta, s'ensorra i confessa a l'Eva que sempre ha estat enamorada del Lleó, que no estima el seu xicot, el Víctor, i que la seva vida és un desastre. A la nit, la Cris decideix fugir de tot allò que l'aclapara.    |       |                        |             |                 |                      |                               |
| 21 | 8     | «Càpsula de vida VII»  | Pau Freixas | Albert Espinosa | 4 de març de 2013    | 687.000 espectadors / 20,3%   |
| La Cris està molt greu a causa del seu intent de fugida. El Lleó es queda molt tocat i tots els Polseres es reuneixen a l'UVI per estar al costat de la Cris. Fins i tot el Roc demana a la seva mare tornar a Barcelona per estar tots junts. Mentrestant, la mare de l'Ignasi té una greu complicació de l'embaràs i el Jordi, a petició del seu amic de l'hospital, li fa costat. Mentre la Cris es debat entre la vida i la mort, una nova vida neix a l'hospital. Aquesta és una nit vital per a tots els Polseres. Només si són capaços de mantenir-se units podran enfrontar-se amb la situació. |       |                        |             |                 |                      |                               |
| 22 | 9     | «Càpsula de vida IX»   | Pau Freixas | Albert Espinosa | 11 de març de 2013   | 705.000 espectadors / 23,4%   |
| Els "polseres" s'han de dividir en dos grups per donar suport a la Cris, que encara es recupera, i també al Jordi, a qui estan a punt d'operar. La Cris necessita reaccionar i, un per un, els "polseres" parlen amb ella per intentar animar-la. També acompanyen el Jordi per fer-li costat per a l'operació. Mentrestant, el Toni té una sorpresa: l'Àlex, la nena que ell creia que era un àngel, torna a l'hospital. |       |                        |             |                 |                      |                               |
| 23 | 10    | «Càpsula de vida X»    | Pau Freixas | Albert Espinosa | 18 de març de 2013   | 687.000 espectadors / 19,6%   |
| Alguns "polseres" tenen ronda de químio i avui tindran un company inesperat: un pres custodiat per la policia que també té càncer i amb qui compartiran la sessió. Però el pres té pensat fugar-se i redueix el policia que el custodia. A punta de pistola, segresta els pacients de la sala de químio i avisa la policia: si no li faciliten un vehicle per fugir, els matarà a tots. Mentrestant, el Dani, la Mariona i el Lucas es mengen, sense saber-ho, un pastís amb un ingredient especial que els anima a organitzar un pla molt arriscat per alliberar els seus amics.                       |       |                        |             |                 |                      |                               |
| 24 | 11    | «Càpsula de vida XI»   | Pau Freixas | Albert Espinosa | 25 de març de 2013   | 642.000 espectadors / 21,7%   |
| El Lleó està a punt de complir 18 anys i també s'acosta el segon aniversari de la mort de l'Ignasi. Els "polseres" decideixen celebrar-ho fent un ball de graduació. Tots hauran d'anar-hi amb parella. Abans del ball, al Jordi li donen l'alta i se li acudeix un pla perquè els "polseres" puguin estar junts un cop fora de l'hospital: ha trobat un pis on podran viure tots plegats. Mentrestant, el Lleó va a buscar els resultats del seu últim TAC. Enmig del seu neguit, apareix l'Àlex, la nena àngel, que li fa una proposta sorprenent.                                                    |       |                        |             |                 |                      |                               |
| 25 | 12    | «Càpsula de vida XII»  | Pau Freixas | Albert Espinosa | 1 d'abril de 2013    | 674.000 espectadors / 17,8%   |
| L'Àlex fa un regal d'aniversari al Lleó molt especial: li mostra com hauria estat la seva vida si no hagués estat mai malalt. El Lleó recupera la cama, el pèl i la salut..., però també s'adona que, si no fos pel càncer, no hauria conegut mai el Benito, ni els "polseres"..., i les seves vides haurien estat molt diferents. El Lleó ha de decidir si es queda amb aquesta nova vida, la vida que sempre ha desitjat, lliure de malalties i aparentment feliç, o si torna a la seva vida de sempre, a l'hospital, amb els seus amics i també amb la seva malaltia.                                |       |                        |             |                 |                      |                               |
| 26 | 13    | «Càpsula de vida XIII» | Pau Freixas | Albert Espinosa | 8 d'abril de 2013    | 607.000 espectadors / 17,7%   |
| El Lleó explica als "polseres" que ha pres la decisió de passar de la malaltia. Necessita sentir-se lliure, marxar lluny de l'hospital i no tornar-hi més. Els "polseres" decideixen que no poden deixar-lo sol. Han d'acompanyar el Lleó en aquest viatge i intentar convèncer-lo que necessita tornar a l'hospital per mirar de curar-se. Cada un dels "polseres" s'acomiada dels seus familiars i el Lleó finalment accepta que els seus amics l'acompanyin en aquest viatge. |       |                        |             |                 |                      |                               |
| 27 | 14    | «Càpsula de vida XIV»  | Pau Freixas | Albert Espinosa | 15 d'abril de 2013   | 596.000 espectadors / 16,1%   |
| Els "polseres" se'n van a Canet de Mar, on vivia el Lleó. Vol passar per casa seva i recollir algunes coses. Però sap també que s'haurà d'enfrontar amb el seu pare, que des que va ingressar a l'hospital no l'ha anat a veure ni un sol dia. Després tots se'n van al port per agafar un vaixell cap a Mallorca, on el Lleó ha de complir la promesa que li va fer al Benito. La Cris s'escapa de l'hospital per intentar arribar a temps al port i embarcar amb els seus amics. Un cop junts, hauran de convèncer el Lleó perquè torni a l'hospital.                                                 |       |                        |             |                 |                      |                               |
| 28 | 15    | «Càpsula de vida XV»   | Pau Freixas | Albert Espinosa | 22 d'abril de 2013   | 684.000 espectadors / 20,6%   |
| Els "polseres" es recuperen de la festassa de la nit anterior a l'hotel de Mallorca. Han intentat parlar amb el Lleó però ell està decidit a no tornar mai més a l'hospital, passi el que passi. |       |                        |             |                 |                      |                               |